# ウルム大聖堂

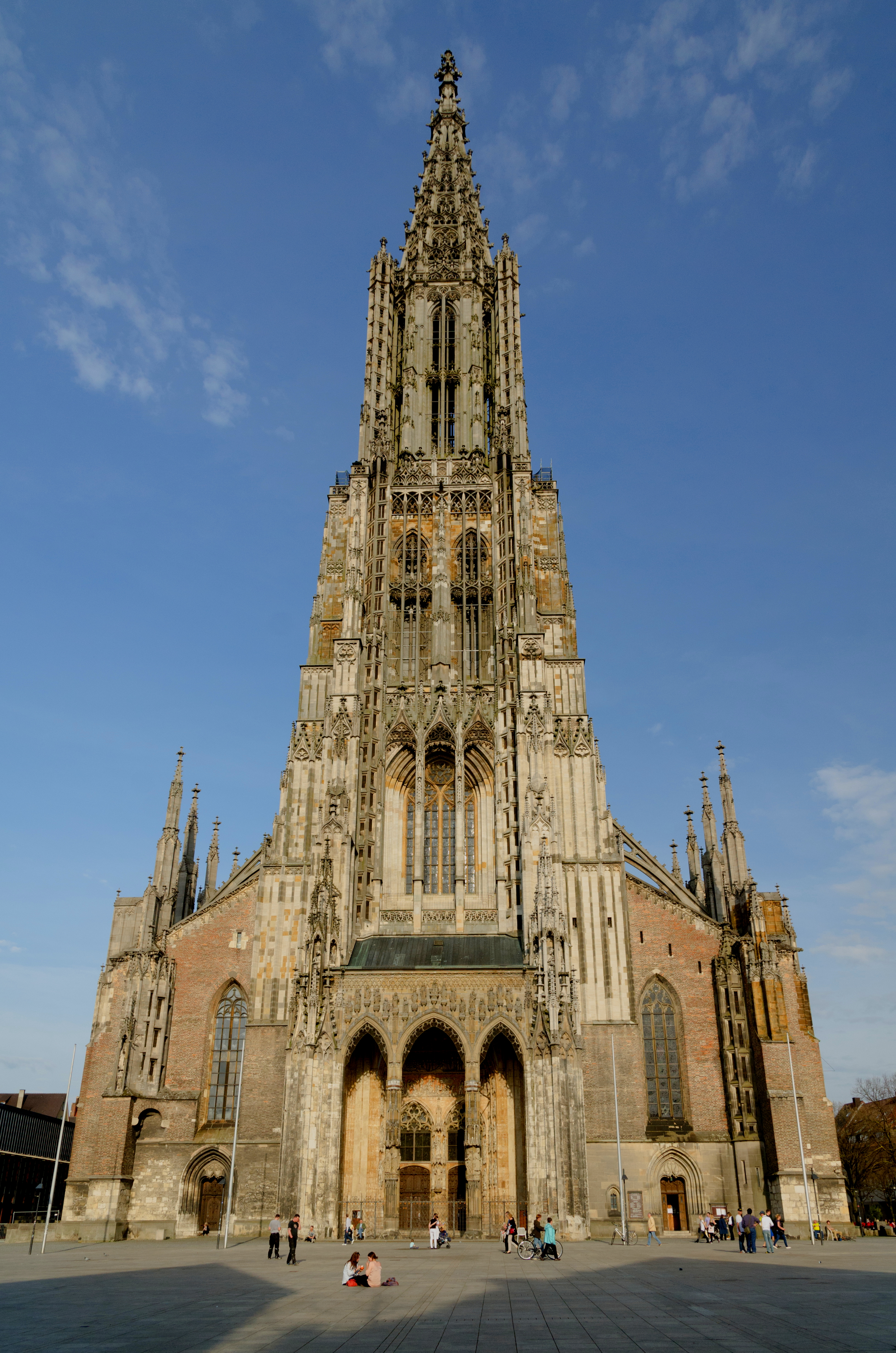
ウルムの大聖堂

ウルム大聖堂（ウルムだいせいどう、ドイツ語: Ulmer Münster）は、ドイツのバーデン＝ヴュルテンベルク州ウルムにあるゴシック様式の大聖堂。ルター派のヴュルテンベルク福音主義州教会に属している。
尖塔を含めて高さが162メートルほどあり（正確には161.53メートル）、現在でも教会堂建築としては世界一の高さである。展望台が141メートル地点に設けてあり、768段の階段で上がることも可能。

## 歴史・建築
1377年起工、献堂は1383年。起工はパルラー家初代のハインリヒ・フォン・グミュントによって教区教会堂として行われたが、1392年に市民の威を見せるためとして大聖堂並みの規模にするよう設計の変更が行われた。身廊部はおおむね1420年ごろに完成したが、鐘塔の完成は1890年まで待たねばならなかった。完成はこの1890年時点とされている。第二次世界大戦中ウルム爆撃によって市街の多くの建造物が破壊された際にも、大聖堂は破壊を免れた。ちなみに1529年から1844年まで工事は中断されている。
1377年当初の計画ではハレンキルヘとして設計されたが、1392年の設計変更により3廊式のバシリカ式とされた。1397年、ストラスブール大聖堂設計者の一人であったウルリッヒ・エンジンゲンが総監督に選ばれて、彼とその末っ子であるマテウスが1451年すぎまで造成にかかわった。
身廊は大アーケードと高窓のみの2層式で構成され、天井までは42メートルで、リブ・ヴォールトが架けられている。16世紀には側廊それぞれの中間に柱列をおき、5廊式とした。内陣は身廊部と比して小さく簡素と評される。15世紀後期制作の内陣座席（Chorgestühl）には、古代のプトレマイオス等の学者・賢人と女予言者（Sibylle）の胸像が付いている。
大聖堂の屋根の棟には「わらをくわえた雀」の像があり、ミュンヘンからドナウ川の源流に旅する途中ウルムに下車した 斎藤茂吉もそのことに言及しているが、これについての伝説は以下のようである。大聖堂の建築を始めると人々は足場を組む木材を取りに森に出かけた。枝を落とした長い材木を6人の男が肩にしたが、歩きやすいように左右に並んだ。しかしその態勢では市門を通過できない。男たちは思案するが名案が浮かばない。その時ひとりの男の子が、雀を指さしてあれを見て！　という。雀がちょうど長いわらを巣に入れているところだ。男たちは縦並びに材木を担いで建築現場に運び入れた。ウルムの人々は雀に敬意を表して教会屋根に雀の像をおいたという。

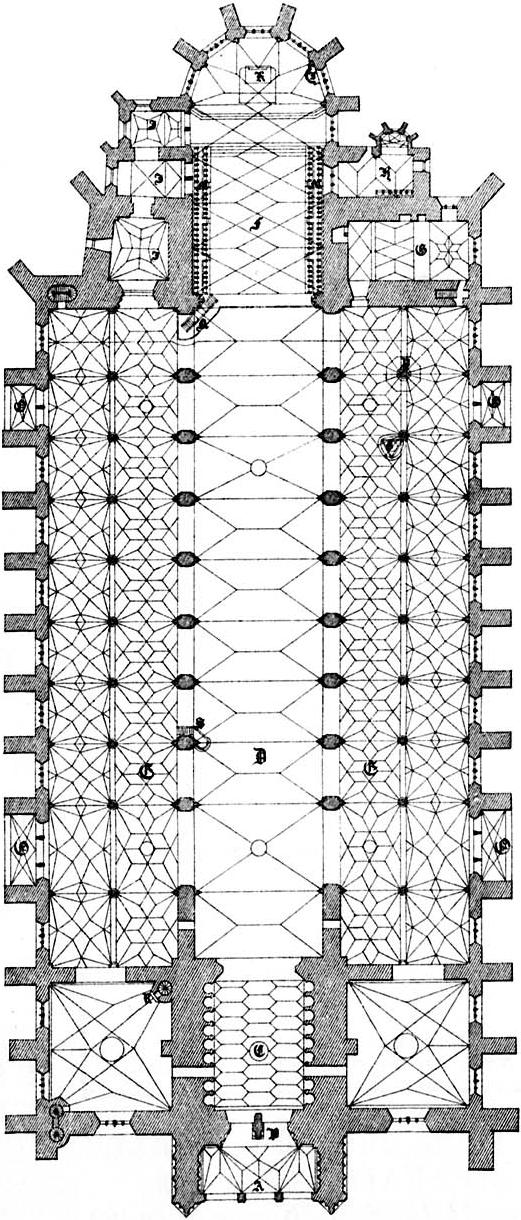
平面図
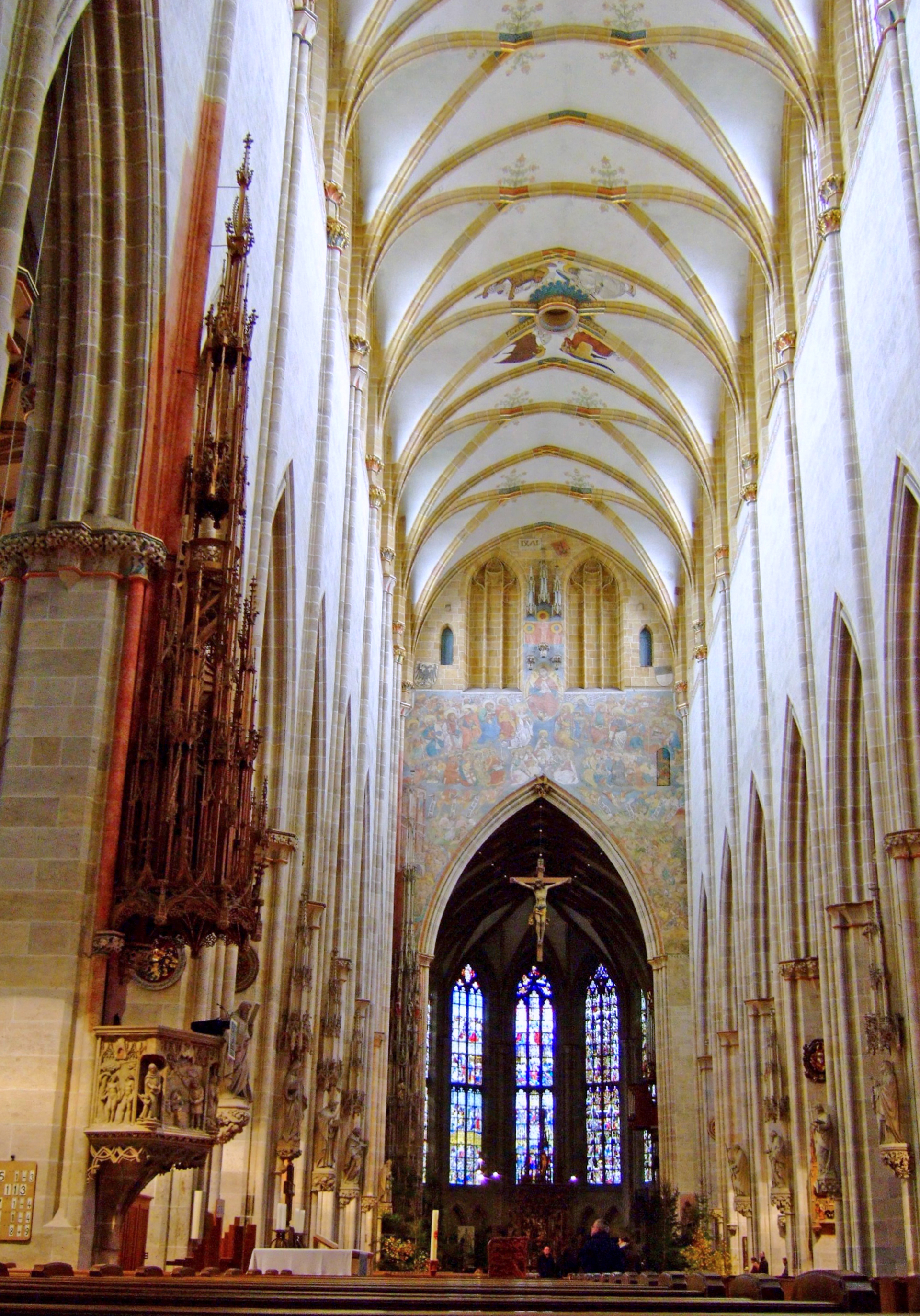
身廊部
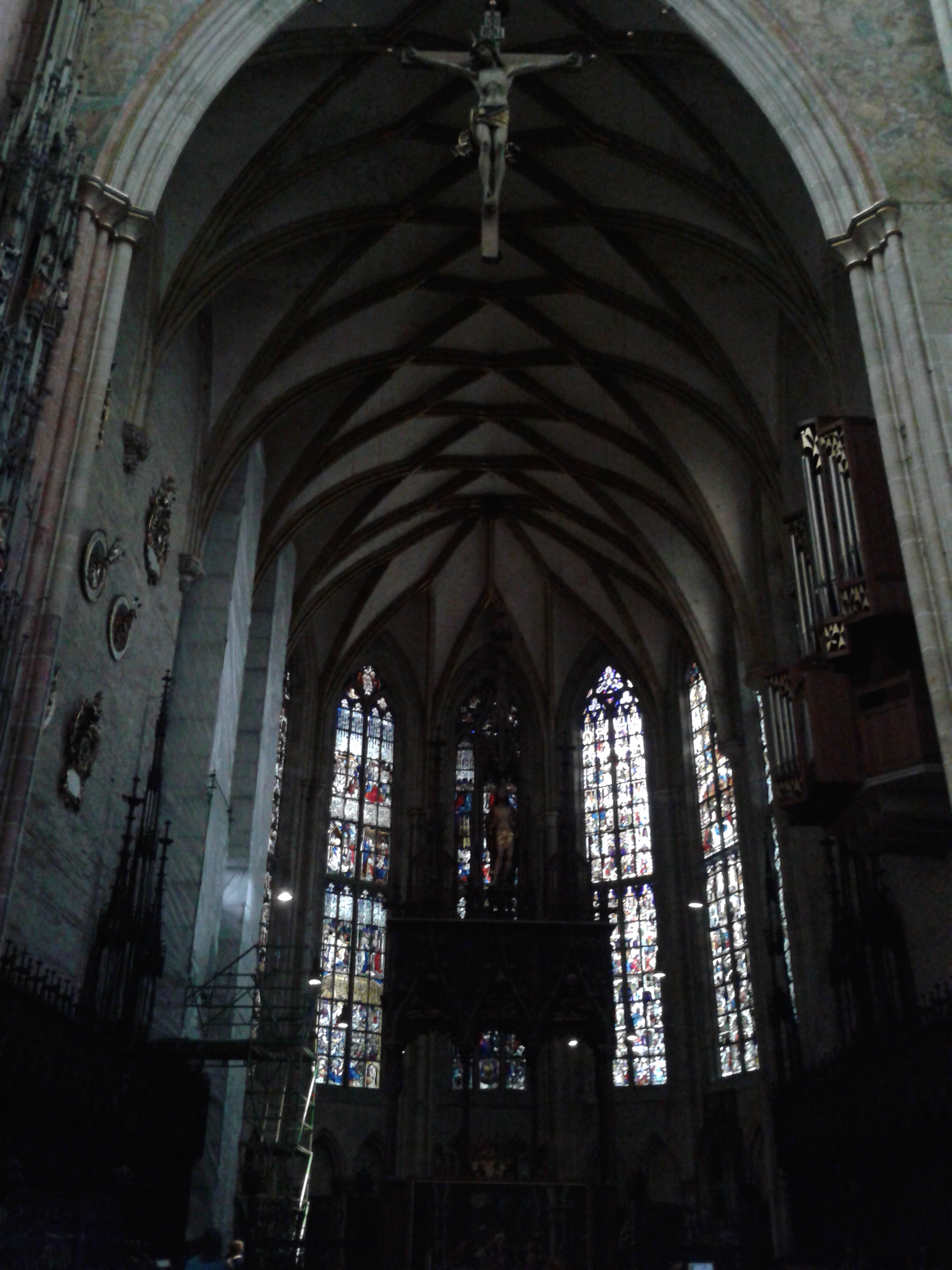
内陣、後陣